# Émira Marceau
Pour les articles homonymes, voir Marceau.
Émira Marceau, née le 11 juillet 1753 dans la paroisse Saint-Saturnin de Chartres, baptisée Marie Jeanne Louise Françoise Suzanne Marceau Desgraviers, et morte le 6 mai 1834 à Nice, est une graveuse à l'eau-forte, au pointillé et au lavis et femme des Lumières française.

## Biographie
Elle est la fille de François Séverin Marceau Desgraviers, procureur et greffier en chef au bailliage criminel de Chartres, et de sa première femme Marie Salmon, et la demi-sœur consanguine du général Marceau, de seize ans son aînée, né du même père et de sa seconde épouse Marie Gaullier.
En 1768, avant sa quinzième année, elle est mariée à Champion de Cernel, procureur du roi, plus âgé qu'elle de dix ans. Du fait de son « insubordination conjugale », le mariage n'est pas heureux.
Sur le conseil de son père, elle se retire à l'abbaye Notre-Dame de l'Ouÿe, près de Dourdan, puis au couvent des Dames de Sainte-Anne, rue Saint-Honoré à Paris.
Après 25 ans de mariage, Émira obtient le divorce le 22 juillet 1793, grâce à la loi autorisant le divorce en France du 22 septembre 1792.
En 1796, trois ans plus tard, elle épouse Sergent-Marceau qu'elle connaît depuis son inscription parmi ses élèves, grâce auquel on connaît un grand nombre de détails sur sa vie. 

Portraits d'Émira par Sergent-Marceau
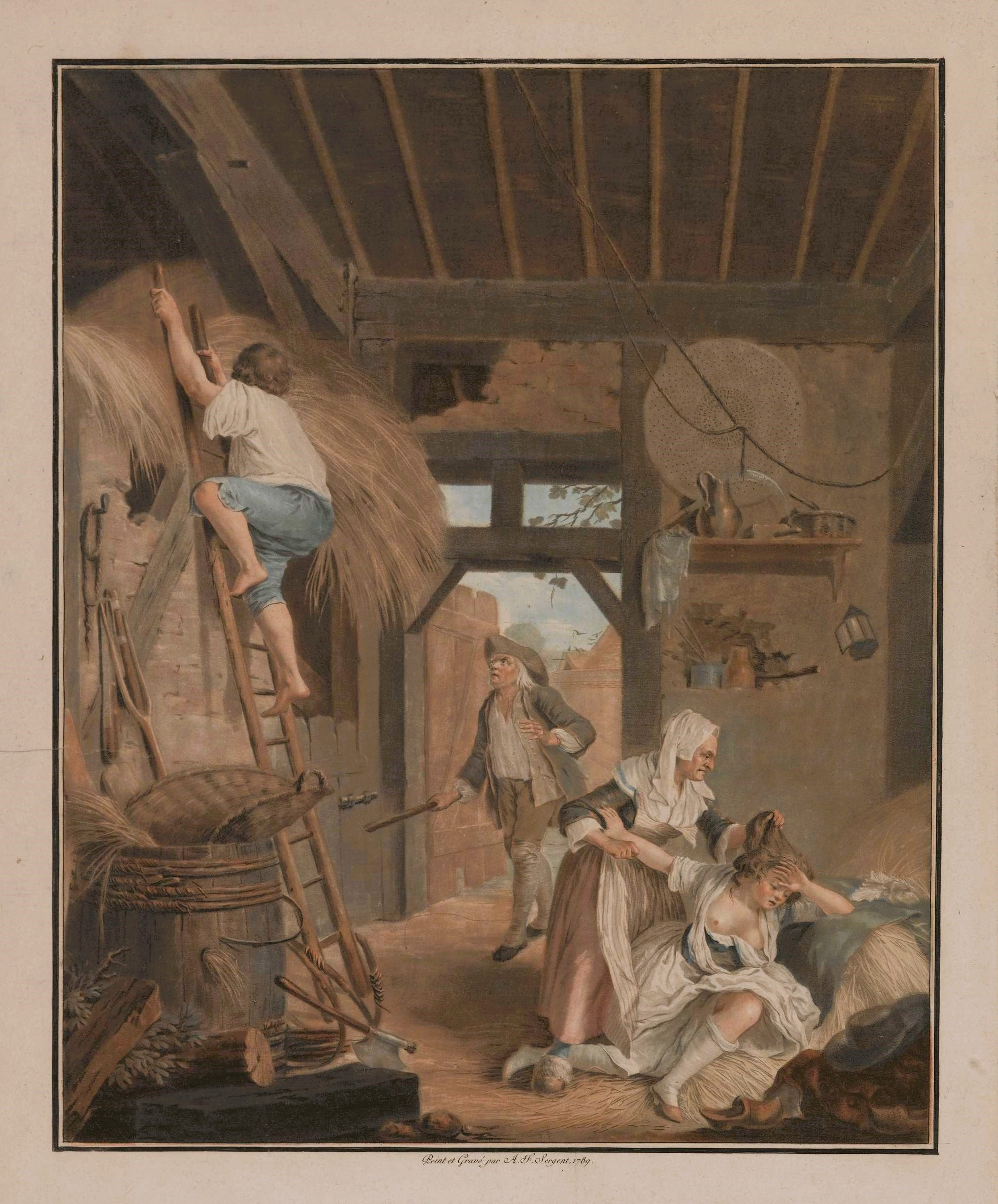
Jeune paysanne de : Il est trop tard, 1789[8].
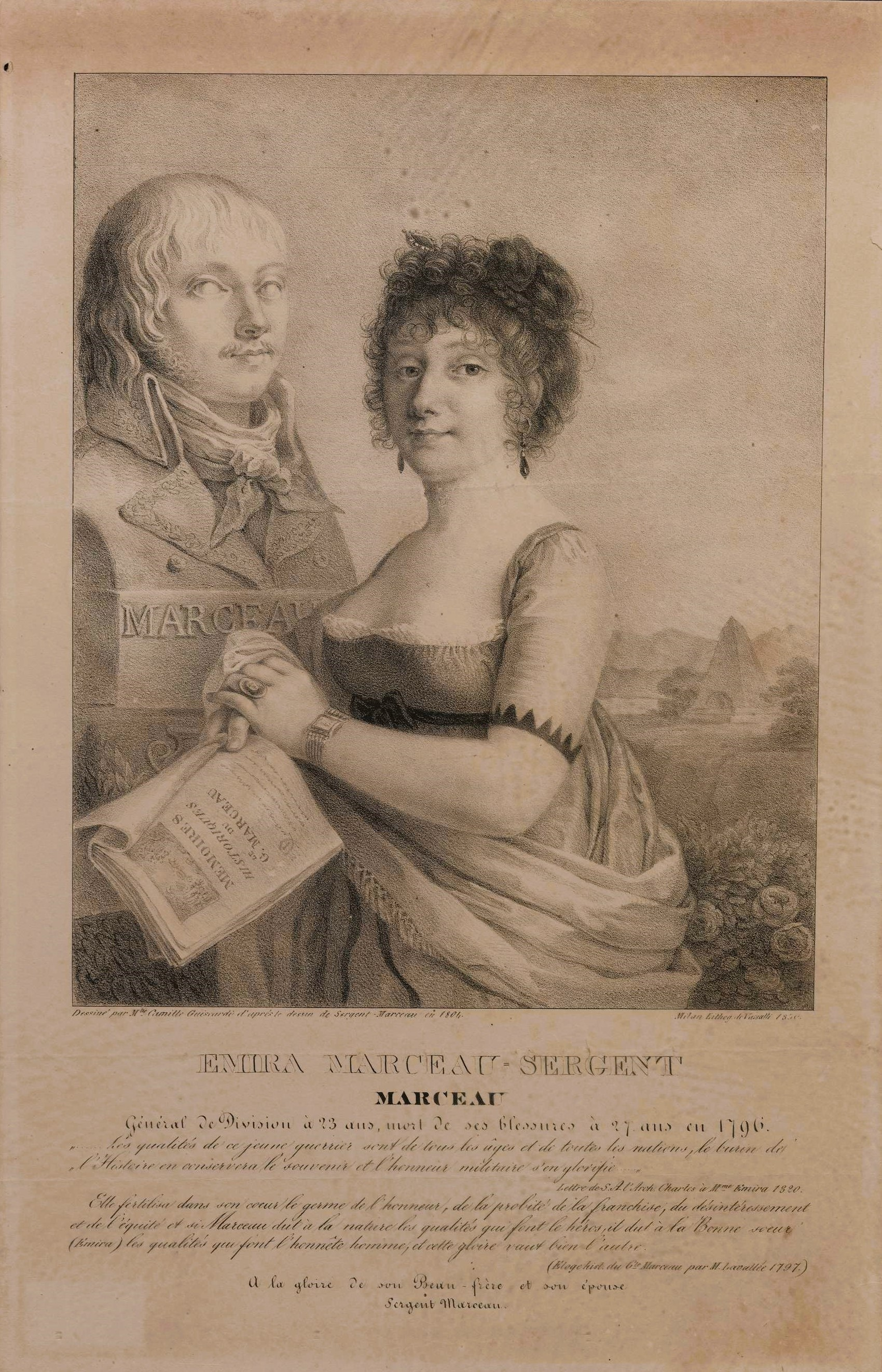
Portrait par Camille Guiscardi, d'après Sergent-Marceau, 1804.
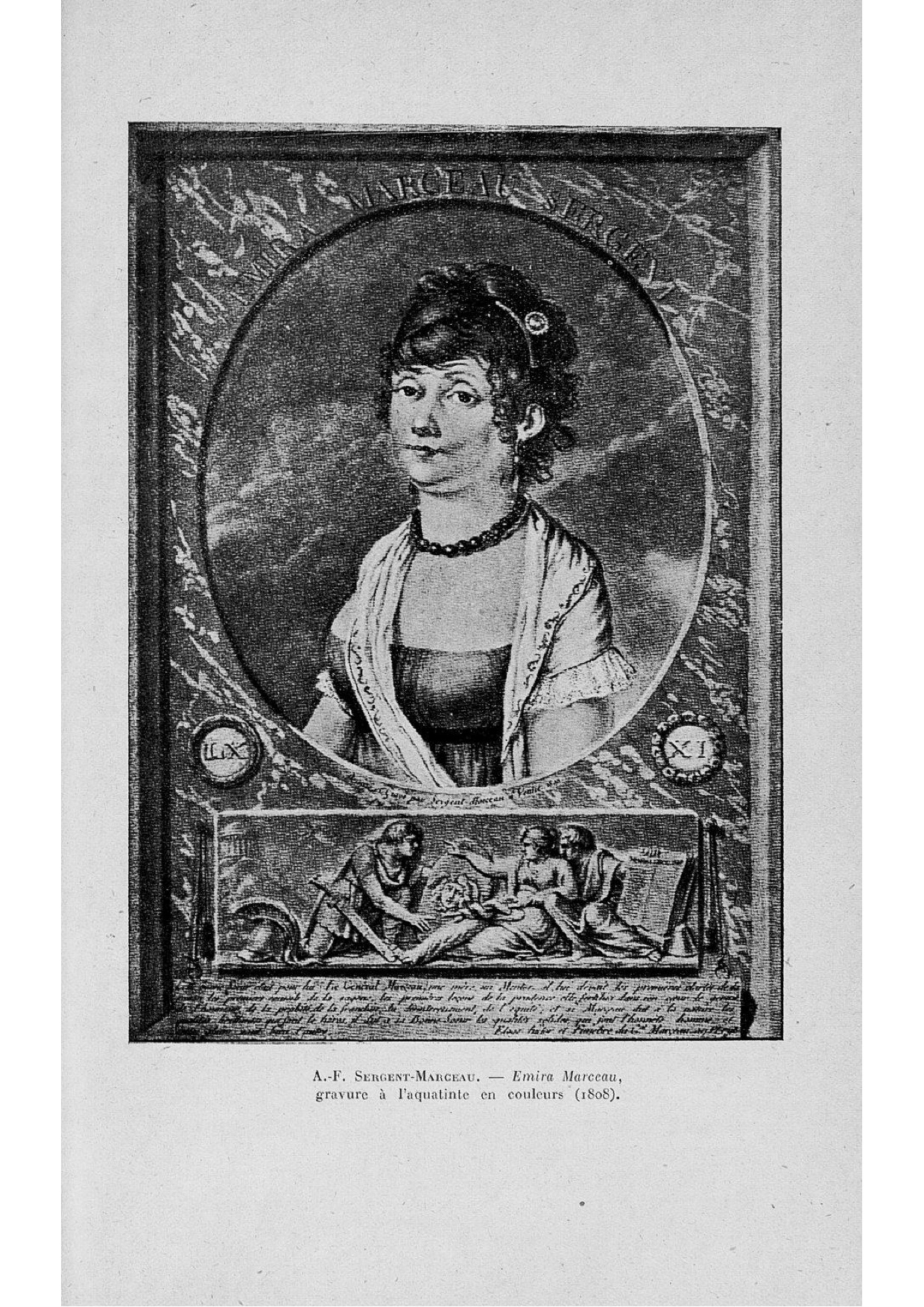
Gravure, 1808.

## Œuvres
Les gravures sont, pour un grand nombre d'entre elles, réalisées à partir de dessins de son maître, puis conjoint, Sergent-Marceau.
- Chartres, archives départementales d'Eure-et-Loir (AD28) :
  - Le bonheur imprévu, 1788 : un acte de bienfaisance de janvier 1788 du duc d'Orléans (cote 7 Fi 110) ;
  - Les animaux rares ou la translation de la Ménagerie Royale au Temple le 20 août 1792, 4e de la liberté et 1er de l'égalité, 1792 (?)[9] ;
  -  In Intellectu nihil est nisi prius fuerit in sensu (Il n'y a rien dans l'Intellect s'il n'a pas été d'abord dans le sens), An 10 (1802), (AD28, cote 7 Fi 269) et BnF[10]
- L'Isle-Adam, musée Louis Senlecq :
  - Philippe Villiers de L'Isle-Adam, estampe, gravure d'après le dessin de Sergent-Marceau[11].
- Paris, Bibliothèque nationale de France :

- « Collection Générale des Portraits de M.M. les Députés à l'Assemblée Nationale tenue à Versailles le 4 mai 1789 » :
- Extraits de la collection des portraits de députés du 4 mai 1789

Extraits de la collection des portraits de députés du 4 mai 1789
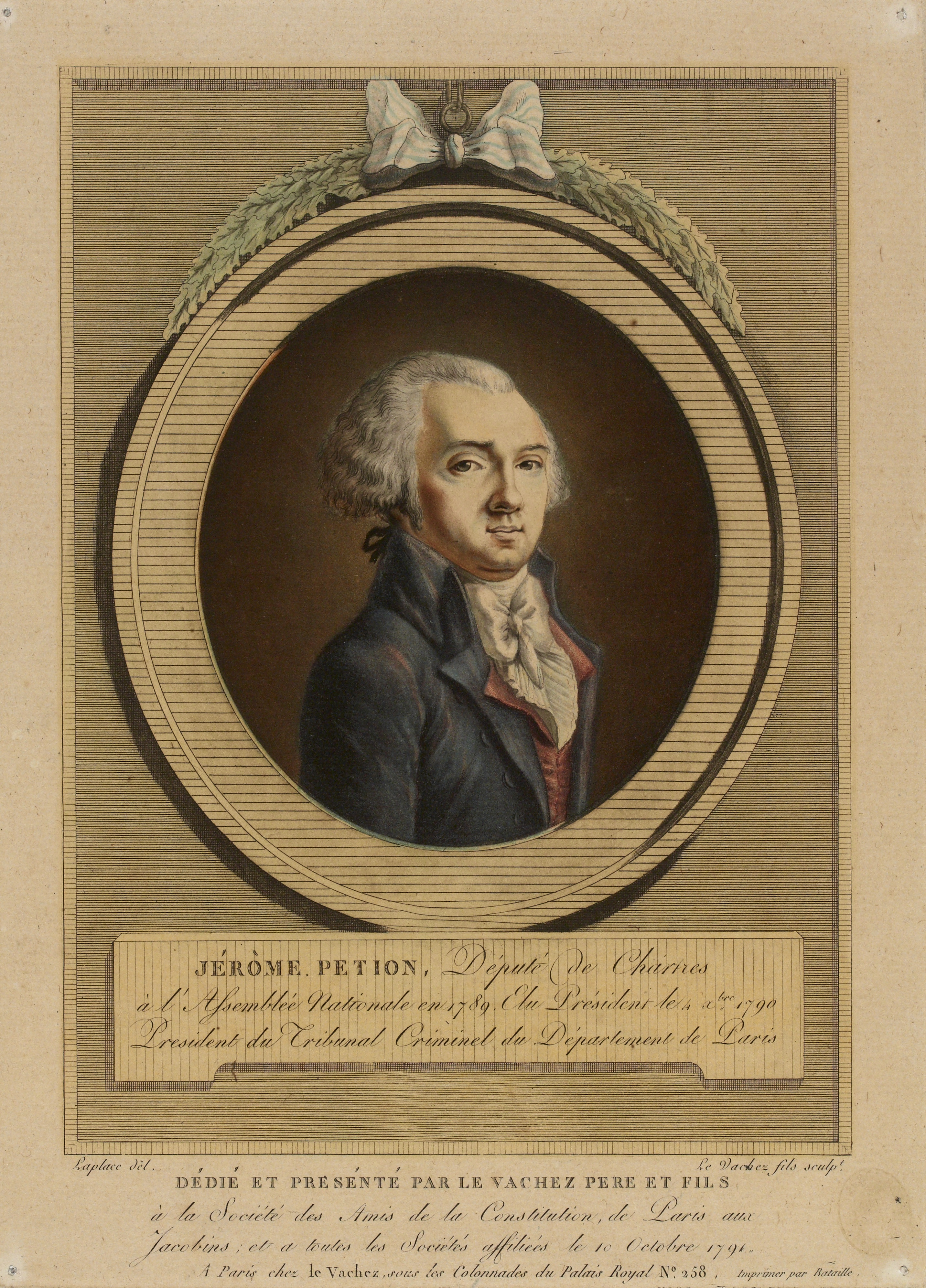
Jérôme Pétion, député du bailliage de Chartres en Beauce.
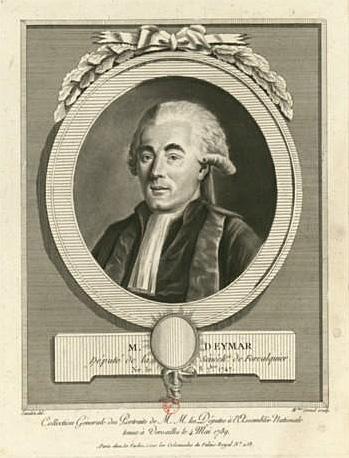
M. D Eymar, député de la sénéchaussée de Forcalquier.
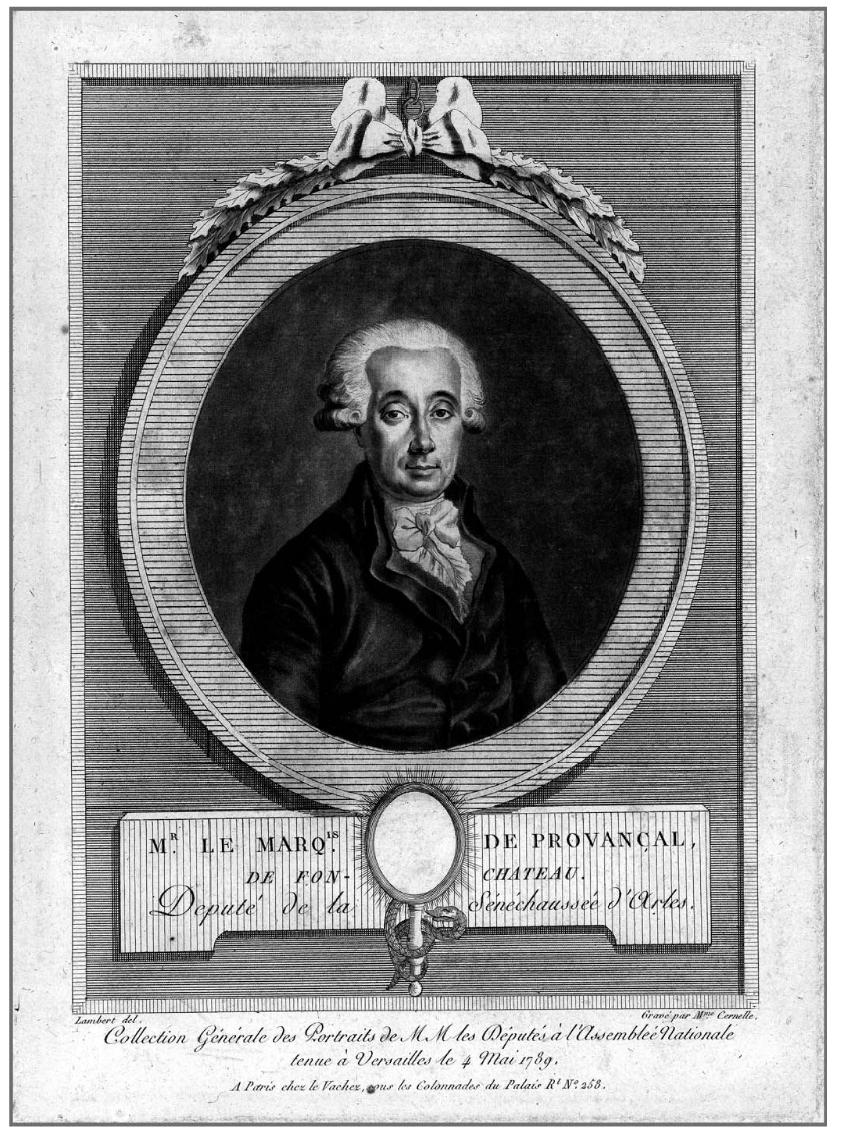
Mr le marquis de Provançal de Fonchateau, député de la sénéchaussée d'Arles.
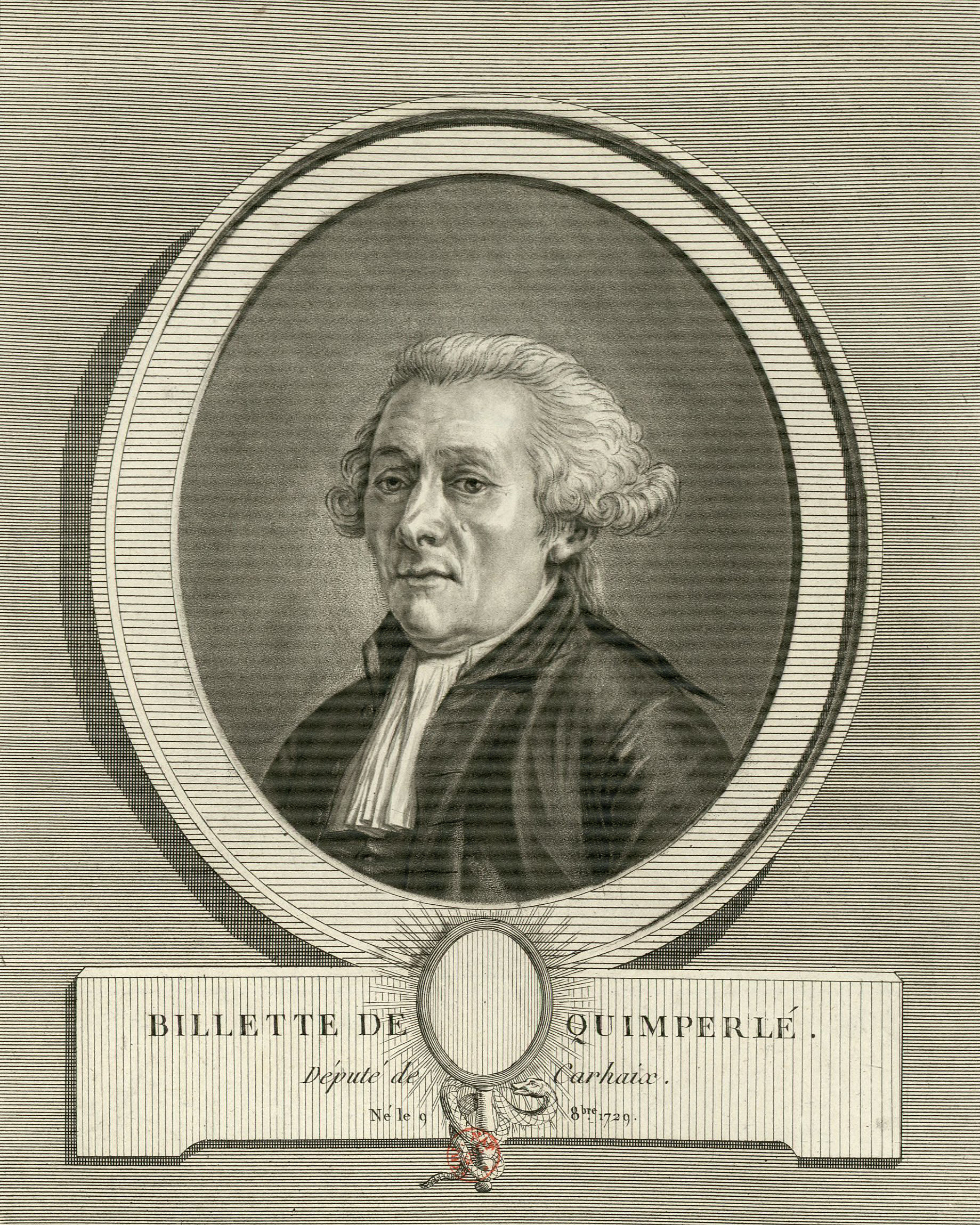
Billette de Quimperlé, député de Carhaix.
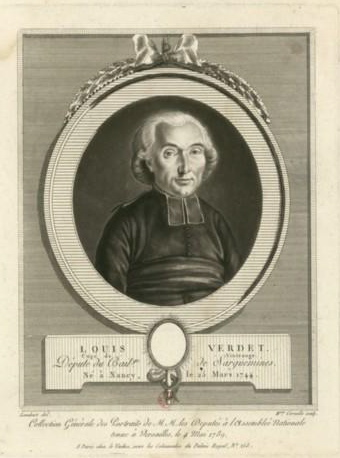
Louis Verdet curé de Vintrange, député du bailliage de Sarreguemines.

Autres œuvres
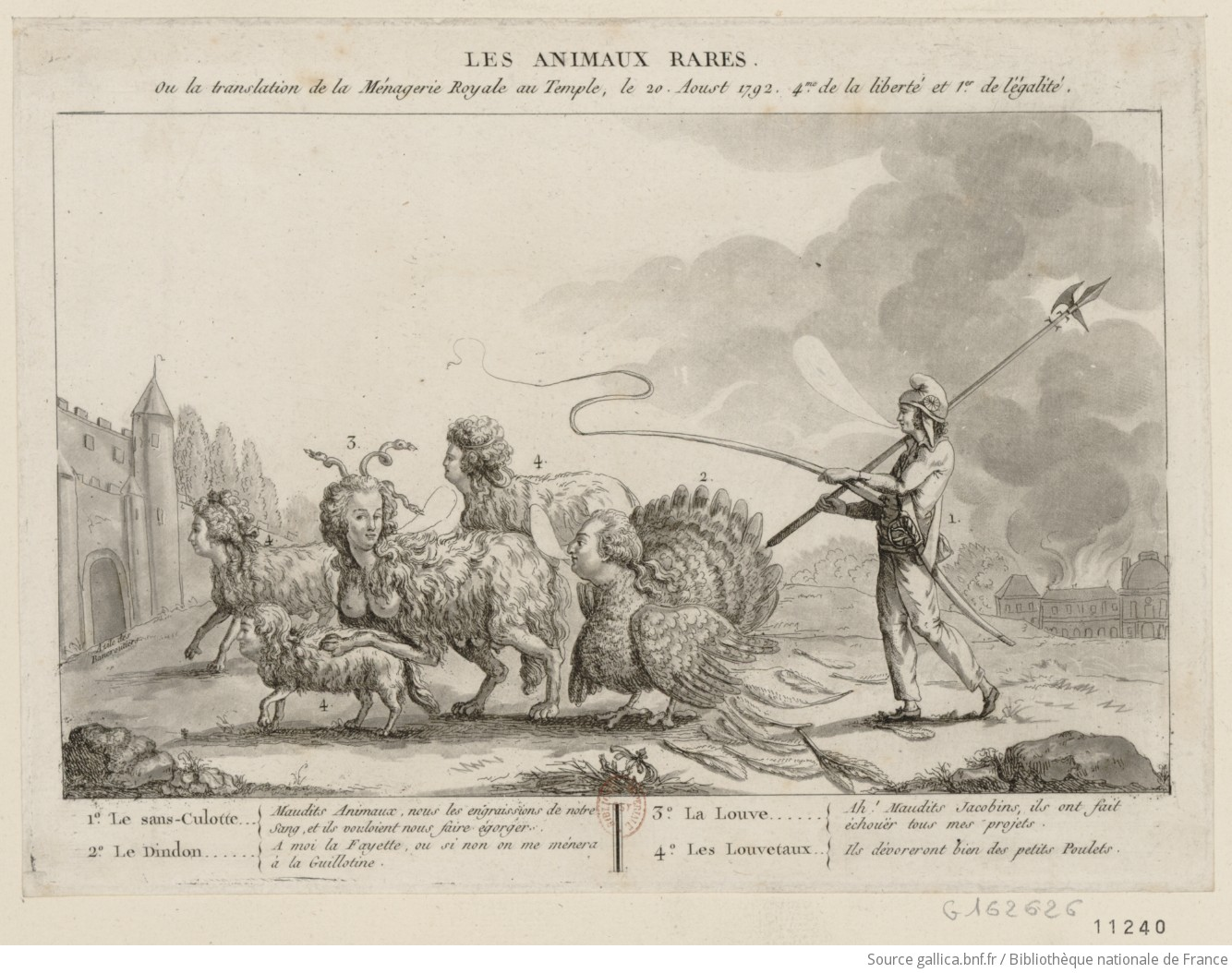
Les animaux rares, vers 1792.
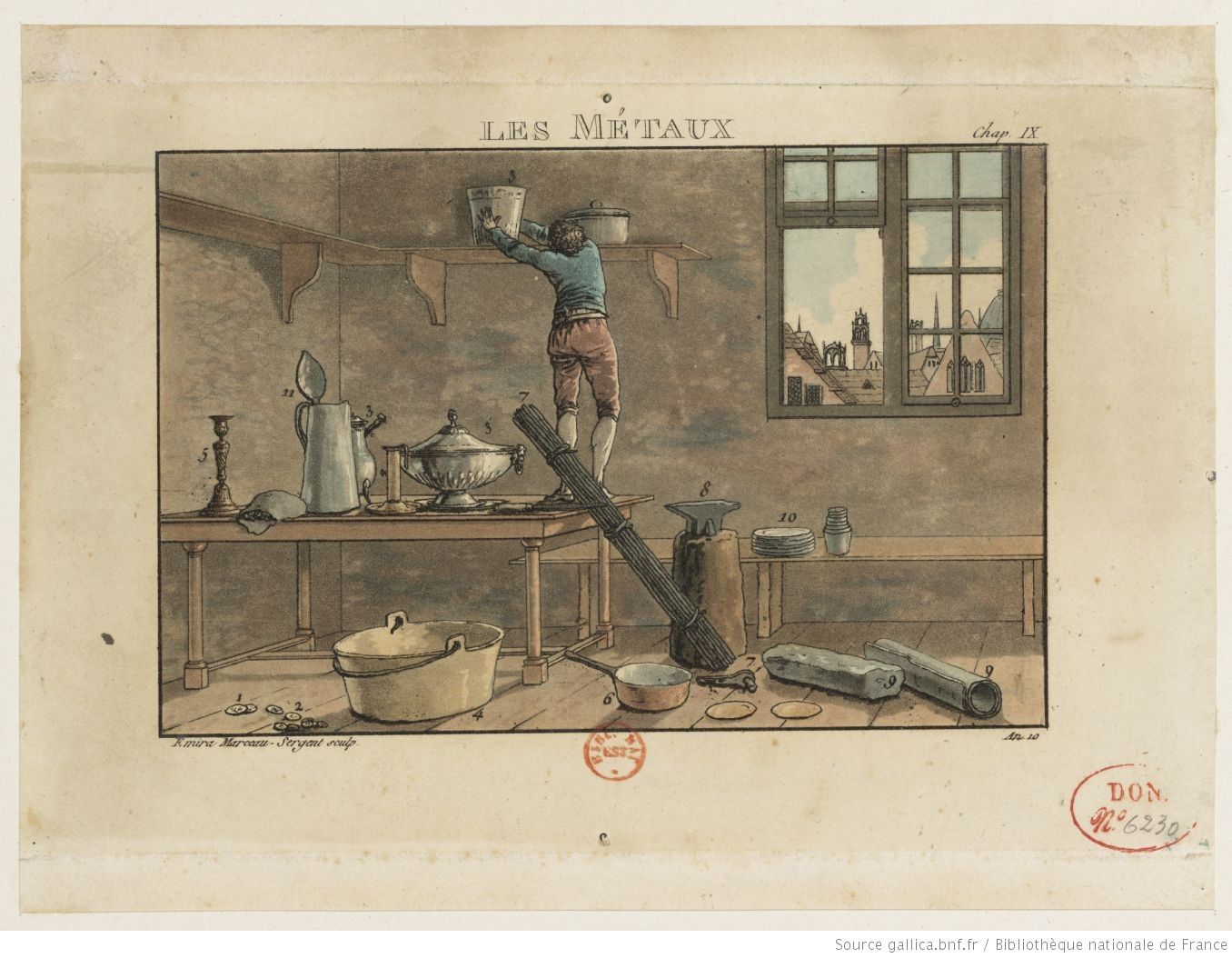
Les Métaux, 1800.
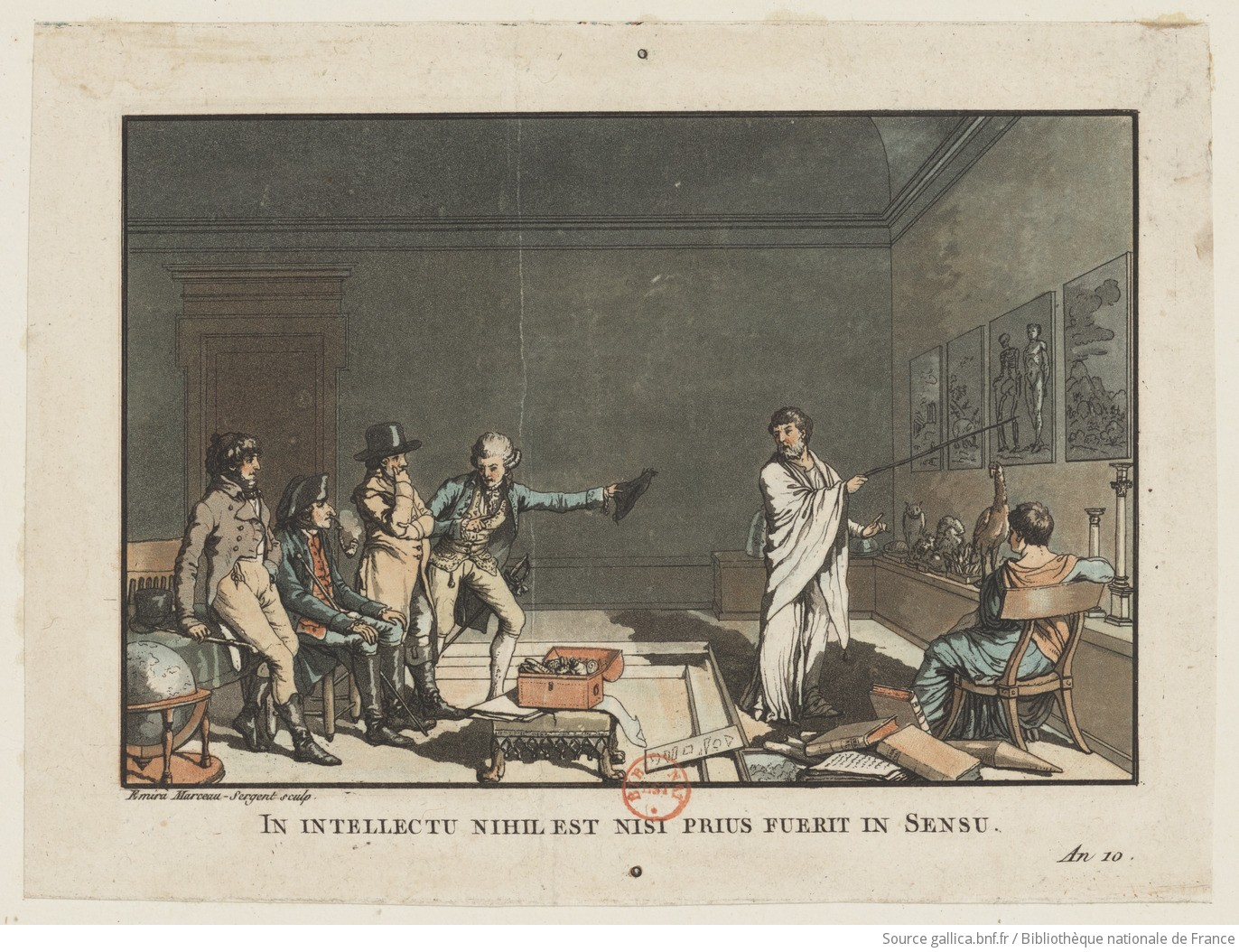
In Intellectu nihil est nisi prius fuerit in sensu, an 10.

- Pau, château de Pau :
  - Armand de Gontaut, seigneur et baron de Biron, estampe, 1792, gravure d'après le dessin de Sergent-Marceau[13].